# 항복 전압

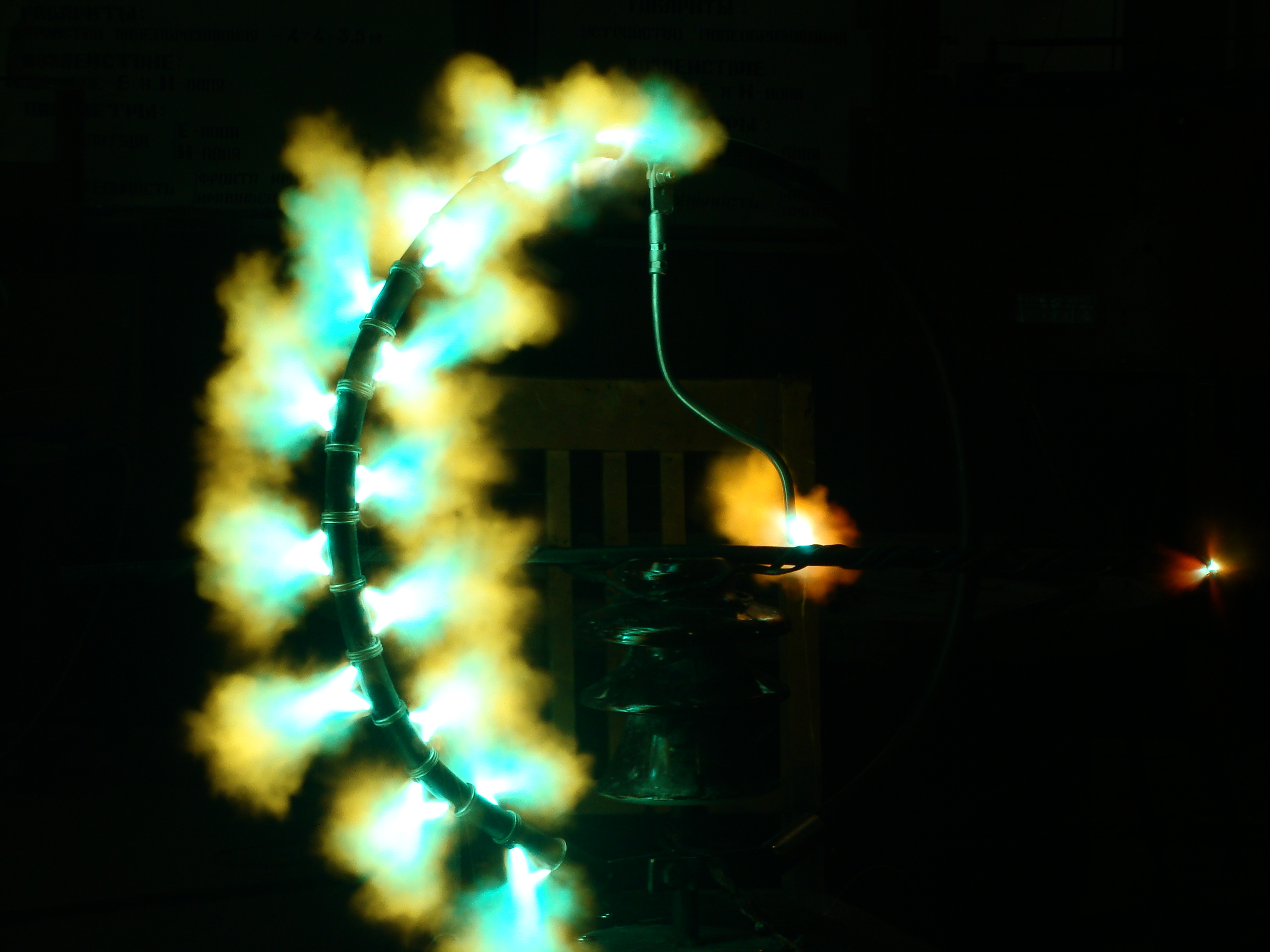
고압 항복

항복 전압(降伏電壓, breakdown voltage)은 다이오드의 PN 접합에 역방향 기전력을 걸었을 때 전기 저항이 파괴되어 전류가 흐르게 되는 전압이다.
일반적으로 다이오드는 순방향 전류를 사용하여 동작하게 하지만, 낮은 항복 전압을 갖는 제너 다이오드와 같은 것은 역방향 전류를 이용하도록 고안되었다.

## 같이 보기
- 애벌랜치 항복
- 애벌랜치 다이오드
- 리히텐베르크 모양